# 리수레이
리수레이(李书磊, 1964년 1월 ~ )는 중화인민공화국의 정치인이다. 중국 공산당의 중앙 선전부장을 맡기 전에는 중국공산당 중앙당교 교수, 시진핑의 주요 연설 원고의 대필가로도 활동하였다.

## 이력
•1964년 허난성 위안양현 출생

•1978년~1982년 베이징 대학 도서관학과

•1982년~1984년 베이징 대학 중문과 석사 연구생

•1984년~1986년 중국공산당 중앙당교 문사부 교원

•1986년~1989년 베이징 대학 중문과 박사 연구생

•1989년~1993년 중국공산당 중앙당교 어문연구실 교원

•1993년~1996년 중국공산당 중앙당교 어문연구실 부주임

•1996년~1999년 중국공산당 중앙당교 문사부 부주임

•1999년~2001년 중국공산당 중앙당교 문사부 주임

•2002년~2008년 중국공산당 중앙당교 교무위원

•2008년~2014년 중국공산당 중앙당교 교무주임, 부교장

•2014년 중공 푸젠성 상임위원, 공산당 선전부장

•2015년~2016년 중공 베이징시 상위, 기율위 서기

•2017년~2020년 중국공산당 중앙기율검사위원회 부서기

•2020년 중국공산당 중앙당교 부교장 (일상 업무)

•2022년 중국공산당 중앙선전부 상무 부부장 

•2022년 중국공산당 중앙선전부 부장, 제20기 중국 공산당 중앙정치국 위원, 중앙서기처 서기 

## 같이 보기
•정율성

•시진핑

| 전임 황쿤밍 | 중국공산당 중앙선전부 부장 2022년 10월 - 현재 | 후임 현직 |